# Rapax Team
Rapax Team (dawniej Minardi Piquet Sports, Minardi by Piquet Sports, Piquet Sports, Piquet GP) – włoski zespół startujący w wyścigach samochodowych, założony przez mistrza świata Formuły 1 Nelsona Piqueta. Startuje w serii GP2 od 2005 roku, a w latach 2008–2011 startował w azjatyckiej serii GP2. W latach 1999–2008 startował w Euro Series 3000 oraz włoskiej Formule 3000 – poprzedniczkach Auto GP World Series.

## Starty

### Seria GP2
| Rok  | Zespół                      | Bolid              | Kierowcy                | Wyścigi | Wygrane | PP | NO | Pkt  | M.K. | M.Z. |
| ---- | --------------------------- | ------------------ | ----------------------- | ------- | ------- | -- | -- | ---- | ---- | ---- |
| 2005 | Hitech Racing/Piquet Racing | Dallara-Mecachrome | Nelson Piquet Jr        | 23      | 1       | 0  | 0  | 46   | 8    | 6    |
| 2005 | Hitech Racing/Piquet Racing | Dallara-Mecachrome | Alexandre Sarnes Negrão | 23      | 0       | 0  | 0  | 4    | 19   | 6    |
| 2006 | Piquet Sports               | Dallara-Mecachrome | Nelson Piquet Jr        | 21      | 4       | 6  | 3  | 102  | 2    | 2    |
| 2006 | Piquet Sports               | Dallara-Mecachrome | Alexandre Sarnes Negrão | 21      | 0       | 0  | 0  | 13   | 13   | 2    |
| 2007 | Minardi Piquet Sports       | Dallara-Mecachrome | Alexandre Sarnes Negrão | 21      | 0       | 0  | 0  | 8    | 20   | 11   |
| 2007 | Minardi Piquet Sports       | Dallara-Mecachrome | Roldán Rodríguez        | 21      | 0       | 0  | 0  | 14   | 17   | 11   |
| 2008 | / Piquet Sports             | Dallara-Mecachrome | Pastor Maldonado        | 20      | 1       | 2  | 4  | 60   | 5    | 3    |
| 2008 | / Piquet Sports             | Dallara-Mecachrome | Andreas Zuber           | 20      | 0       | 0  | 1  | 32   | 9    | 3    |
| 2009 | Piquet GP                   | Dallara-Mecachrome | Roldán Rodríguez        | 20      | 0       | 0  | 0  | 25   | 11   | 7    |
| 2009 | Piquet GP                   | Dallara-Mecachrome | Alberto Valerio         | 20      | 1       | 0  | 0  | 16   | 15   | 7    |
| 2010 | Rapax                       | Dallara-Mecachrome | Luiz Razia              | 20      | 0       | 0  | 1  | 28   | 11   | 1    |
| 2010 | Rapax                       | Dallara-Mecachrome | Pastor Maldonado        | 20      | 6       | 0  | 5  | 87   | 1    | 1    |
| 2011 | Rapax                       | Dallara-Mecachrome | Fabio Leimer            | 18      | 1       | 0  | 1  | 10   | 14   | 10   |
| 2011 | Rapax                       | Dallara-Mecachrome | Julian Leal             | 18      | 0       | 0  | 0  | 0    | 27   | 10   |
| 2012 | Rapax                       | Dallara-Mecachrome | Ricardo Teixeira        | 22      | 0       | 0  | 0  | 0    | 20   | 9    |
| 2012 | Rapax                       | Dallara-Mecachrome | Tom Dillmann            | 14      | 1       | 0  | 0  | 29   | 15   | 9    |
| 2012 | Rapax                       | Dallara-Mecachrome | Daniël de Jong          | 8       | 0       | 0  | 0  | 0    | 26   | 9    |
| 2012 | Rapax                       | Dallara-Mecachrome | Stefano Coletti         | 4       | 0       | 0  | 1  | 15   | 13   | 9    |
| 2013 | Rapax                       | Dallara-Mecachrome | Stefano Coletti         | 22      | 3       | 1  | 4  | 135  | 5    | 7    |
| 2013 | Rapax                       | Dallara-Mecachrome | Simon Trummer           | 22      | 0       | 0  | 0  | 20   | 21   | 7    |
| 2014 | Rapax                       | Dallara-Mecachrome | Adrian Quaife-Hobbs     | 18      | 0       | 0  | 0  | 30   | 13   | 9    |
| 2014 | Rapax                       | Dallara-Mecachrome | Tio Ellinas             | 2       | 0       | 0  | 0  | 0(7) | 22   | 9    |
| 2014 | Rapax                       | Dallara-Mecachrome | Kevin Giovesi           | 2       | 0       | 0  | 0  | 0    | 33   | 9    |
| 2014 | Rapax                       | Dallara-Mecachrome | Simon Trummer           | 22      | 0       | 0  | 0  | 26   | 17   | 9    |

### Azjatycka seria GP2
| Rok       | Bolid           | Zespół             | Kierowcy            | Wyścigi | Wygrane | PP | NO | Pkt | M.K. | M.Z. |
| --------- | --------------- | ------------------ | ------------------- | ------- | ------- | -- | -- | --- | ---- | ---- |
| 2008      | Piquet Sports   | Dallara-Mecachrome | Marcello Puglisi    | 10      | 0       | 0  | 0  | 0   | 25   | 10   |
| 2008      | Piquet Sports   | Dallara-Mecachrome | Marco Bonanomi      | 10      | 1       | 0  | 0  | 9   | 12   | 10   |
| 2008/2009 | / Piquet GP     | Dallara-Mecachrome | Roldán Rodríguez    | 11      | 1       | 1  | 0  | 35  | 3    | 2    |
| 2008/2009 | / Piquet GP     | Dallara-Mecachrome | Diego Nunes         | 11      | 2       | 0  | 0  | 24  | 8    | 2    |
| 2009/2010 | Piquet GP Rapax | Dallara-Mecachrome | Władimir Arabadżiew | 8       | 0       | 0  | 0  | 0   | 20   | 12   |
| 2009/2010 | Piquet GP Rapax | Dallara-Mecachrome | Daniel Zampieri     | 6       | 0       | 0  | 0  | 0   | 22   | 12   |
| 2009/2010 | Piquet GP Rapax | Dallara-Mecachrome | Luiz Razia          | 4       | 0       | 0  | 0  | 0   | 26   | 12   |
| 2011      | Rapax           | Dallara-Mecachrome | Fabio Leimer        | 4       | 0       | 0  | 0  | 9   | 5    | 10   |
| 2011      | Rapax           | Dallara-Mecachrome | Julián Leal         | 4       | 0       | 0  | 0  | 0   | 26   | 10   |